# Balneário Camboriú
Balneário Camboriú ist eine von 1.898 Hochhäusern geprägte Küstenstadt in Brasilien. Die Stadt liegt im Bundesstaat Santa Catarina, 80 km nördlich von dessen Hauptstadt Florianópolis. Sie hatte im Jahr 2021 eine geschätzte Einwohnerzahl von 149.227 Bewohnern, die Balneocamboriuenser genannt werden. Sie ist mit acht weiteren Gemeinden Teil der Metropolregion Foz do Rio Itajaí.

## Geographie

### Hydrologie
In Balneário Camboriú entwässert der Rio Camboriú in den Südatlantik.

## Geschichte
Die Gemeinde erhielt am 20. Juli 1964 Stadtrechte.

## Wirtschaft und Infrastruktur

### Tourismus
Zur Hauptsaison, von Weihnachten bis Karneval sowie im Oktober zum Oktoberfest im 70 km entfernt gelegenen Blumenau, wächst die Einwohnerzahl von Balneário Camboriú um über 600.000 Menschen auf ein Vielfaches der eigentlichen Bevölkerung an.
Ein Großteil der Gäste kommt aus Brasilien, Paraguay und Argentinien. Hier gibt es die weltweit einzige Seilbahn, die zwei Strände verbindet.
Auf einem Hügel hinter der Stadt wurde 1997 ein Touristenkomplex mit der 33 m hohen Statue Cristo Luz (ähnlich der Christusstatue von Rio de Janeiro oder der Cristo Protetor in Encantado in Rio Grande do Sul) errichtet.
Hauptattraktionen der Stadt sind die Strände. Der in einer Bucht gelegene Stadtstrand ist rund 8 km lang. Daneben gibt es viele kleinere Strände: Praia do Buraco, Praia do Canto, Praia Central, Praia do Estaleirinho, Praia do Estaleiro, Praia das Laranjeiras, Praia do Pinho, der als Brasiliens erster offizieller FKK-Strand gilt, Praia de Taquaras und Praia de Taquarinhas.

### Verkehr
Die nächstgelegenen Flughäfen sind die von Navegantes (10 km) und Florianópolis.
Es gibt Busverbindung, teilweise via São Paulo, in alle größeren Städte Brasiliens sowie auch direkt nach Argentinien, Uruguay und Paraguay.
Balneário Camboriú weist eine gute Infrastruktur auf und besitzt ein Krankenhaus.